# Observatoire d'astrophysique de Crimée
L’observatoire d'astrophysique de Crimée (en ukrainien : Кримська астрофізична обсерваторія, Kryms'ka astrofizytchna observatoria) ou « CrAO », est implanté dans les monts de Crimée situés sur la péninsule de Crimée. Ce laboratoire est localisé sur le territoire de la commune urbaine de Naoutchnyï (Naoutchny en russe), à 11,5 km à l'est-sud-est de la ville de Bakhtchyssaraï.
Il publie le Bulletin of the Crimean Astrophysical Observatory depuis 1947, en langue anglaise depuis 1977. Le complexe principal (UAI 095) se trouve à Naoutchny en 1945. Le gouvernement soviétique profita alors de cette occasion pour rénover le complexe de Simeiz (UAI 094), saccagé lors de la campagne de Crimée en 1941, et le rattacher au CrAO.
Jusqu'en 1991, le CrAO est géré par l'Académie des sciences de l'URSS. Depuis, il est sous contrôle du ministère ukrainien des Sciences et de la Technologie.

## Astéroïdes découverts
En juillet 2022, le Centre des planètes mineures (MPC) donnait un total de 1286 astéroïdes numérotés découverts sur le site d'observation Crimea–Nauchnij sur la période 1966–2007. La plupart de ces découvertes sont créditées aux astronomes russes/soviétiques Tamara Smirnova, Lioudmila Tchernykh, Nikolaï Tchernykh, Lioudmila Jouravliova, Bella Bournacheva, Nikolaï Efimovitch Kourotchkine, Lioudmila Karatchkina, Natalya Vital'evna Metlova et Galina Kastel.
Le MPC crédite la découverte des astéroïdes numérotés suivants directement à l'observatoire, plutôt qu'à l'un des astronomes listés ci-dessus, sous le nom Crimean Astrophysical Observatory, entre 1966 et 2001.
| Astéroïdes découverts : 13 | Astéroïdes découverts : 13 |
| -------------------------- | -------------------------- |
| (2094) Magnitka            | 12 octobre 1971            |
| (2163) Korczak             | 16 septembre 1971          |
| (2170) Biélorussie         | 16 septembre 1971          |
| (2406) Orelskaya           | 20 août 1966               |
| (2698) Azerbaïdjan         | 11 octobre 1971            |
| (2949) Kaverznev           | 9 août 1970                |
| (4004) Listiev             | 16 septembre 1971          |
| (4466) Abai                | 23 septembre 1971          |
| (4916) Brumberg            | 10 août 1970               |
| (4917) Yurilvovia          | 28 septembre 1973          |
| (5706) Finkelstein         | 23 septembre 1971          |
| (18284) Tsereteli          | 10 août 1970               |
| (109573) Mishasmirnov      | 20 août 2001               |

## Honneur
L'astéroïde (1725) CrAO est nommé en son honneur.